# Johann Winckler

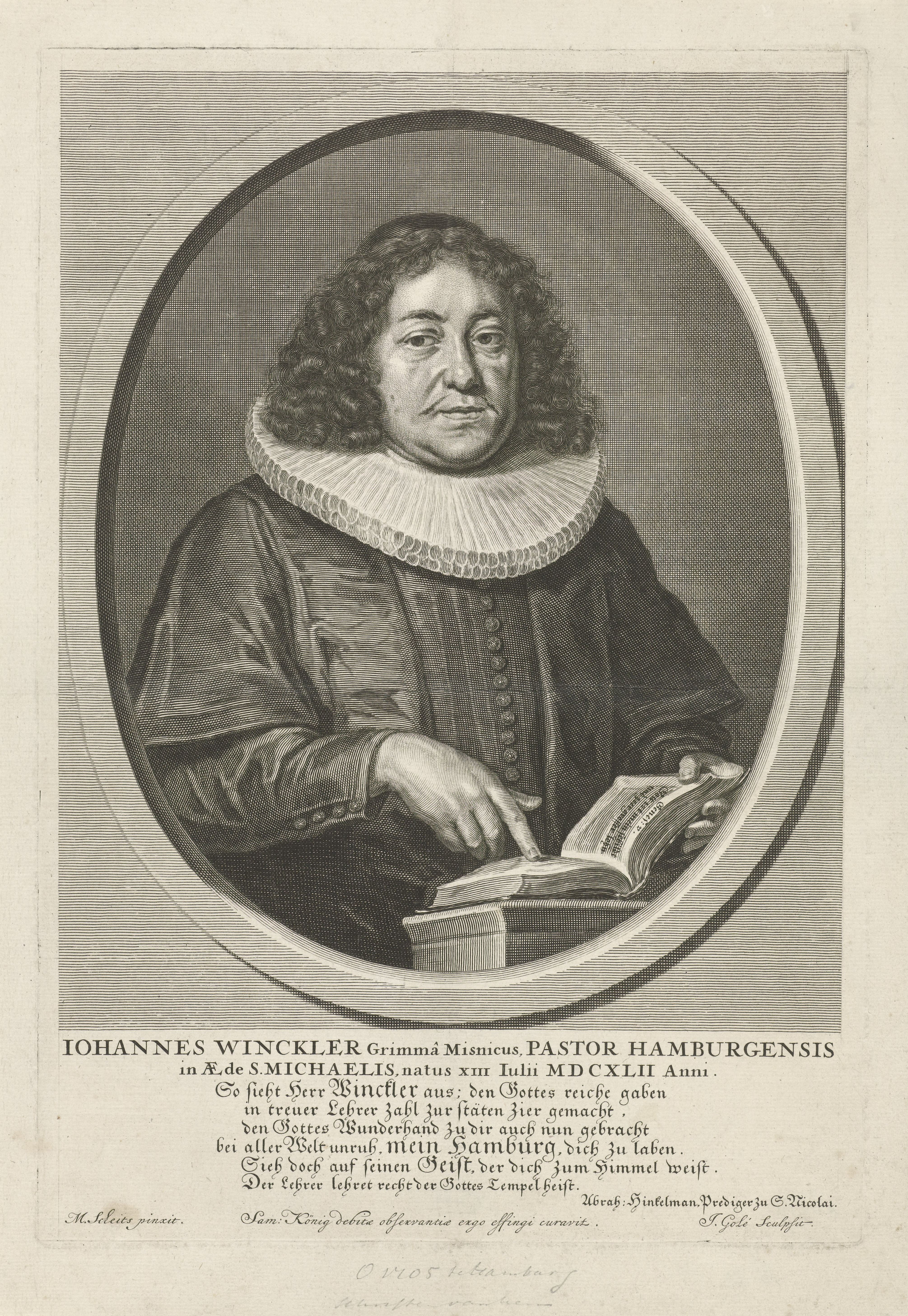
Johann Winckler, Kupferstich von Jacob Gole

Johann Winckler (* 13. Juli 1642 in Golzern; † 5. April 1705 in Hamburg) war ein deutscher lutherischer Theologe und Hauptpastor der Hamburger St.-Michaelis-Kirche. Er war einer der Protagonisten in den Hamburger pietistischen Streitigkeiten Ende des 17. Jahrhunderts und wird daher dem frühen kirchlichen Pietismus um Philipp Jakob Spener zugerechnet.

## Leben
Winckler, Sohn eines Müllers, lernte an der Thomasschule zu Leipzig und studierte in Leipzig evangelische Theologie und erlangte 1664 in Jena den akademischen Grad eines Magisters. In den Folgejahren hielt er an der Leipziger Universität Privatvorlesungen. Von 1668 bis 1671 unterwies er als Hofmeister in Tübingen die Söhne des Herzogs Philipp Ludwig von Schleswig-Holstein-Sonderburg. Während seiner Zeit in Tübingen lernte er auch Philipp Jacob Spener kennen. 1671 erhielt Winckler in Homburg vor der Höhe sein erstes Pfarramt. Bereits im darauffolgenden Jahr wurde er Superintendent in Braubach, und 1676 wurde er als Hofprediger nach Darmstadt berufen. Seinen Heiratsantrag an die adlige Pietistin Johanna Eleonora von Merlau lehnte deren Vater ab.
Dem Vorbild Speners folgend, hielt Winckler in Darmstadt umstrittene Konventikel (Bibelstunden in kleinem Kreis) ab, derentwegen er die Stadt verlassen musste. 1678 war Winckler Pastor in Mannheim, von 1679 bis 1684 dann Superintendent in Wertheim. Auf Speners Empfehlung hin erhielt Winckler 1684 die Berufung zum Hauptpastor von St. Michaelis in Hamburg. Seine Nähe zum Pietismus war mehrfach Grund für Auseinandersetzungen mit der Hamburgischen Bürgerschaft und dem lutherischen Ministerium. Er gehörte zu den drei Verweigerern des Hamburger Religions-Revers. 1699 übernahm Winckler das Seniorat, das er bis zu seinem Tode innehatte.
Unter seinem Einfluss kam es zu einer Reihe pietistisch geprägter Neuerungen, darunter eine Liturgiereform, die Einführung eines neuen Gesangbuches und die Einrichtung einer Armenschule. Daneben engagierte er sich für ein Verbot von Opernaufführungen, hielt weiterhin Hauskonvente ab und finanzierte aus eigener Tasche den Druck lutherischer Bibelausgaben. Winckler stand im Ruf eines herausragenden Redners. Bei seinen Predigten waren bis zu 4000 Zuhörer anwesend, die teilweise aus anderen Kirchspielen kamen, um ihn zu hören.
Auch sein Sohn Johann Friedrich Winckler und sein Enkel Johann Dietrich Winckler wurden zu Hauptpastoren in Hamburg berufen und gelangten ebenfalls zum Seniorat des Geistlichen Ministeriums.